# علم الجمهورية العربية المتحدة
كان علم الجمهورية العربية المتحدة (العربية: علم الجمهورية العربية المتحدة) قد تم اعتماده عقب توحيد مصر وسوريا في دولة واحدة تُعرف باسم الجمهورية العربية المتحدة في 22 فبراير 1958. وقد انسحبت سوريا من الاتحاد في 28 سبتمبر 1961 عقب انقلاب سوريا 1961. واستمرت مصر في استخدام اسم الجمهورية العربية المتحدة ورموزها حتى عام 1972. وقد أُعيد اعتماد العلم لاحقًا من قبل سوريا البعثية في عام 1980، ليُستخدم رمزًا لـ البعثية الجديدة.

## التصميم

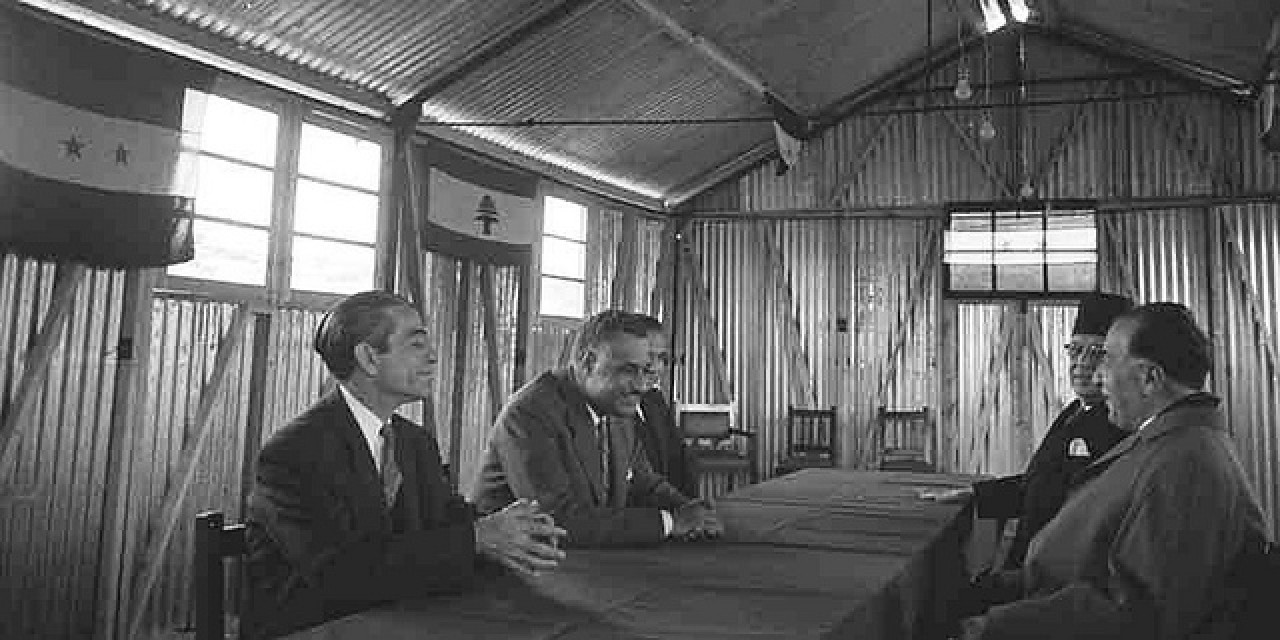
العلم ظاهرًا خلف جمال عبد الناصر خلال اجتماعه بالزعيم اللبناني فؤاد شهاب

تكون العلم من ثلاثة أشرطة أفقية بالألوان الأحمر، والأبيض، والأسود، وتوسّط الشريط الأبيض نجمتان خماسيتا الرؤوس باللون الأخضر. استُمدت الألوان من علم التحرير العربي الذي استُخدم في مصر منذ ثورة 1952. يرمز اللون الأسود إلى معاناة العرب من الاستعمار، بينما يرمز الأحمر إلى التضحيات وسفك الدماء في سبيل التحرر من الاستعمار، ويدل الأبيض على السلام والمستقبل المشرق الذي تطمح إليه الدول العربية المستقلة. وتمثل النجمتان مصر وسوريا، ويرمز لونهما الأخضر إلى الإسلام.

## الاستخدام اللاحق
واصلت مصر استخدام علم الجمهورية العربية المتحدة حتى عام 1972، بعد أن غيّرت اسمها رسميًا إلى جمهورية مصر العربية. وقد استُخدم العلم لفترة وجيزة من قبل اليمن الشمالي بين 27 سبتمبر و1 نوفمبر 1962 خلال الحرب الأهلية في اليمن الشمالي، كما استُخدم كعلم الجمهورية العربية السورية تحت حكم البعث بين عامي 1980 و2024. في عام 1963، اعتمد العراق علمًا مشابهًا لكنه احتوى على ثلاث نجوم، تمثل أمله في الانضمام إلى الجمهورية العربية المتحدة.

أُعيد اعتماد علم الجمهورية العربية المتحدة من قبل حزب البعث في سوريا كـعلم لسوريا بين عامي 1980 و2024
علم العراق المستخدم بين 1963 و2008، والذي لا يزال يُستخدم رمزيًا في عدة حركات داخل البلاد، وقد استُخدم لفترة وجيزة في سوريا
علم العراق بعد عام 2008 احتفظ بالشكل والألوان الأساسية للعلم السابق
علم اليمن الشمالي المستخدم من 1962 حتى الوحدة، استُمد من علم الجمهورية العربية المتحدة نتيجة انضمام اليمن الشمالي إلى الدول العربية المتحدة
علم الجبهة الثورية الديمقراطية لتحرير عربستان المدعومة من العراق في إيران، وقد استُخدم لأول مرة خلال حرب إيران–العراق

## أعلام القوات المسلحة

علم القوات البرية للجمهورية العربية المتحدة (1958–1961) ومصر (1961–1972)
علم القوات البحرية للجمهورية العربية المتحدة (1958–1961) ومصر (1961–1972)
علم القوات الجوية للجمهورية العربية المتحدة (1958–1961) ومصر (1961–1972)

## معرض الصور

علم مصر قبل عام 1958
علم سوريا قبل عام 1958

علم مصر بعد عام 1961 (واصلت استخدام اسم ورموز الجمهورية العربية المتحدة حتى عام 1972) وعلم سوريا بعد عام 1980 حتى 2024
علم سوريا من 1961 حتى 1963